# Fenestraspongia intertexta
Fenestraspongia intertexta är en svampdjursart som först beskrevs av Carter 1885.  Fenestraspongia intertexta ingår i släktet Fenestraspongia och familjen Thorectidae. Inga underarter finns listade i Catalogue of Life.